# Voïvodie d'Olsztyn
La voïvodie d'Olsztyn (en polonais Województwo olsztyńskie) était une unité de division administrative et un gouvernement local de Pologne entre 1975 et 1998.
En 1999, son territoire est intégré dans la voïvodie de Varmie-Mazurie.
Sa capitale était Olsztyn.

## Villes
Population au 31 décembre 1998 :
- Olsztyn – 170 904
- Ostróda – 35 176
- Iława – 34 345
- Kętrzyn – 30 240
- Szczytno – 27 430
- Bartoszyce – 26 530
- Mrągowo – 23 126
- Lidzbark Warmiński – 17 760
- Nidzica – 15 482
- Morąg – 15 104
- Biskupiec – 11 445
- Dobre Miasto – 11 233
- Lubawa – 9954
- Olsztynek – 7554
- Barczewo – 7405
- Reszel – 5249
- Korsze – 4700
- Górowo Iławeckie – 4600
- Jeziorany – 3400
- Miłakowo – 2700
- Bisztynek – 2600
- Miłomłyn – 2300
- Sępopol – 2250
- Zalewo – 2100

## Bureaux de district
Sur la base de la loi du 22 mars 1990, les autorités locales de l'administration publique générale ont créé 10 régions administratives associant plusieurs municipalités.
- Bartoszyce (Bartoszyce,Górowo Iławeckie gmina Bartoszyce, gmina Bisztynek, gmina Górowo Iławeckie et gmina Sępopol)
- Iława (Iława, Lubawa, gmina Iława et gmina Lubawa)
- Kętrzyn (Kętrzyn, gmina Barciany, gmina Kętrzyn, gmina Korsze, gmina Reszel et gmina Srokowo)
- Lidzbark Warmiński (Lidzbark Warmiński, gmina Dobre Miasto, gmina Kiwity, gmina Lidzbark Warmiński et gmina Lubomino)
- Morąg (gmina Małdyty, gmina Miłakowo, gmina Morąg et gmina Zalewo)
- Mrągowo (Mrągowo, gmina Mrągowo, gmina Piecki et gmina Sorkwity)
- Nidzica (gmina Janowiec Kościelny, gmina Janowo, gmina Kozłowo et gmina Nidzica)
- Olsztyn (Olsztyn, gmina Barczewo, gmina Biskupiec, gmina Dywity, gmina Gietrzwałd, gmina Jeziorany, gmina Jonkowo, gmina Kolno, gmina Olsztynek, gmina Purda, gmina Stawiguda et gmina Świątki)
- Ostróda (Ostróda, gmina Dąbrówno, gmina Grunwald, gmina Łukta, gmina Miłomłyn et gmina Ostróda)
- Szczytno (Szczytno, gmina Dźwierzuty, gmina Jedwabno, gmina Pasym, gmina Szczytno, gmina Świętajno et gmina Wielbark)

## Évolution démographique
| année      | 1975    | 1980    | 1985    | 1990    | 1995    | 1998    |
| population | 662 200 | 681 400 | 725 700 | 753 000 | 771 700 | 778 200 |